# Rezonansowa spektroskopia Ramana
Rezonansowa spektroskopia Ramana, rezonansowa spektroskopia ramanowska, RRS (od ang. resonance Raman spectroscopy) – metoda spektroskopowa wykorzystującą zaobserwowane w 1928 zjawisko rozproszenia Ramana do badania przejść oscylacyjnych cząsteczek z zastosowaniem jako światła rozpraszanego wiązki monochromatycznego światła laserowego dostrojonego do częstotliwości przejścia elektronowego. Rezonansowe rozproszenie Ramana charakteryzuje się znacznie większą intensywnością pasm odpowiadających rozproszeniu nieelastycznemu (czyli pasm stokesowskich i antystokesowskich) niż zwykły efekt Ramana.
Spektroskopia ta odgrywa współcześnie kluczową rolę w poznawaniu i badaniu struktur cząsteczek chemicznych (szczególnie o dużych rozmiarach, jak białka, DNA, porfiryny, karotenoidy, nanorurki węglowe) i przebiegu wielu procesów z udziałem tych cząsteczek. Technika ta jest pewnym udoskonaleniem i rozwinięciem techniki spektroskopii rozproszeniowej Ramana, a zarazem dopełnieniem techniki spektroskopii absorpcyjnej w podczerwieni (IR). Zaletą tej techniki jest podwyższona czułość, a zatem możliwość wykorzystywania stosunkowo małych próbek oraz wąskie, ostre, diagnostyczne pasma widmowe.

## Wstęp
Fale elektromagnetyczne, przechodząc przez ośrodek materialny, ulegają zjawiskom falowym: odbiciu, dyfrakcji, rozproszeniu, refrakcji, interferencji. Zjawiska te można wytłumaczyć na drodze mechaniki klasycznej, korzystając z teorii Christiaana Huygensa.
Istnieje również wiele zjawisk trudnych do wyjaśnienia w terminach mechaniki klasycznej, między innymi absorpcja, emisja, zjawisko fotoelektryczne, promieniowanie ciała doskonale czarnego i zjawisko Ramana.

### Zjawiska rozproszeniowe
Do zjawisk rozproszeniowych zalicza się znane z fizyki klasycznej rozpraszanie fal świetlnych na cząsteczkach ośrodka (o znacznie większych rozmiarach niż długość fali rozpraszanej – ośrodek koloidalny).
Drugim zjawiskiem tego typu jest rozpraszanie Rayleigha, które zachodzi nawet w ośrodku jednorodnym, składającym się wyłącznie z cząstek o rozmiarach rzędu 10−9 m, a więc nieprzekraczających rozmiarów typowych dla cząsteczek lub w postaci uporządkowanych struktur krystalicznych. Rozproszenie to jest więc powodowane oddziaływaniem pojedynczych cząstek z falą elektromagnetyczną i w związku z tym ścisły opis zjawiska może być wyprowadzony jedynie na podstawie założeń mechaniki kwantowej przy uwzględnieniu skwantowanego charakteru oddziaływania.
Trzecim typem rozpraszania, które nie ma swojego odpowiednika w mechanice klasycznej jest rozproszenie Ramana, które jest rozproszeniem nieelastycznym.
Do innych zjawisk rozproszeniowych należą również takie zjawiska jak: rozpraszanie cząstek α na jądrach atomowych (rozpraszanie Rutherforda), efekt Comptona i rozpraszanie promieniowania X na węzłach sieci krystalicznej.

### Spektroskopia Ramana
Zjawisko Ramana zostało odkryte w 1928 przez C.V. Ramana i K.S. Krishnana i niezależnie od nich Grigorija Landsberga i Leonida Mandelsztama. Fizycy ci zauważyli, że część promieniowania świetlnego rozproszonego na skutek rozproszenia Rayleigha nieznacznie różni się od częstotliwości światła padającego, a różnica ta znajduje się w zakresie podczerwieni. Za to odkrycie i wyjaśnienie podstaw teoretycznych Raman został nagrodzony w 1930 r. Nagrodą Nobla z fizyki.
Rozproszenie to jest zjawiskiem dwukwantowym polegającym na jednoczesnym akcie absorpcji i emisji promieniowania z udziałem tzw. wirtualnego stanu wzbudzonego, na którym elektron nie może przebywać w czasie dłuższym niż pewien skończony czas wynikający z ograniczenia, jakie narzuca zasada nieoznaczoności Heisenberga, przez co zjawisko to cechuje się małą wydajnością kwantową i do momentu opracowania specjalnych technik wytwarzania jednorodnych, koherentnych, monochromatycznych wiązek światła (laser) było trudne do zmierzenia i badania.

## Teoria rezonansowego zjawiska rozproszenia Ramana (RRS)
Zjawisko rezonansowego efektu Ramana uzyskało praktyczne zastosowanie w spektroskopii wraz z rozwojem przestrajalnych laserów (na początku lat 70. XX w.). Rezonansowy efekt Ramana obserwuje się wówczas, gdy częstość promieniowania wzbudzającego bardzo zbliża się lub wchodzi w zakres elektronowej absorpcji cząsteczki. Tego przypadku nie obejmują równania na natężenie rozproszonego promieniowania ramanowskiego, które wynikają z teorii Placzka. Natężenie światła rozproszonego w zjawisku Ramana jest proporcjonalne do kwadratu modułu tensora polaryzowalności, który można wyrazić za pomocą czasowo zależnego równania Kramera-Heisenberga na rozpraszanie:
{\displaystyle {\hat {\alpha }}={\frac {1}{hc}}\sum _{r}\left({\frac {[\mu _{\rho }]_{fr}[\mu _{\sigma }]_{ri}}{{\overline {\nu }}_{ri}-{\overline {\nu }}_{0}-i\Gamma _{r}}}+{\frac {[\mu _{\sigma }]_{fr}[\mu _{\rho }]_{ri}}{{\overline {\nu }}_{fr}+{\overline {\nu }}_{0}+i\Gamma _{r}}}\right)}
gdzie:
{\displaystyle \alpha } – operator (tensor) polaryzowalności cząsteczkowej,
{\displaystyle \mu } – dipolowy moment przejścia,
{\displaystyle \nu _{0}} – częstotliwość przejścia elektronowego,
{\displaystyle \Gamma } – czynnik odwrotnie proporcjonalny do czasu życia stanu {\displaystyle r.}
Natężenie rezonansowego rozproszonego promieniowania ramanowskiego jest proporcjonalne do wyrażenia w mianowniku, którego znajduje się różnica częstości odpowiadającej przejściu elektronowemu cząsteczki (ze stanu podstawowego do pierwszego wzbudzonego) i częstości promieniowania wzbudzającego. Jak widać z powyższego wzoru intensywność rozpraszania rośnie do nieskończoności wraz ze zbliżaniem się na osi częstości do pasma absorpcji ν0. Drugi człon sumy można pominąć, gdy jesteśmy dostatecznie blisko pasma absorpcji. To właśnie jest przyczyną, dla której można mówić o widmie rezonansowym i stanowi o jego użyteczności w analizie.
Następnie stosując przybliżenie Borna-Oppenheimera dla rozdzielenia ruchu jąder i elektronów, oraz rozwijając dipolowy moment przejścia przy wykorzystaniu rachunku zaburzeń we wzór Herzberga-Tellera (lub Jahna-Tellera, gdy warunek adiabatyczności nie może być spełniony) i uwzględniając jedynie dwa pierwsze człony („zerowego rzędu” – opisujący przejścia prostopadłe, bez zmiany położenia jąder (przybliżenie Condona) oraz „pierwszego rzędu” – opisujące sytuacje, gdy występują sprzężenia wibronowe) można przez podstawienie odpowiednich funkcji falowych otrzymać wyrażenie opisujące tensor polaryzowalności jako sumę czterech składników.
Zjawiska fluorescencji i rezonansowego efektu Ramana rozróżnia:
- zanikanie fluorescencji w czasie, nie obserwowane w przypadku rozproszenia,
- różna w obu zjawiskach zależność mierzonego natężenia promieniowania od liczby cząstek oddziałujących z wiązką wzbudzającą.

Natężenie rozproszonego promieniowania ramanowskiego jest wprost proporcjonalne do liczby cząsteczek rozpraszających.
Warunkiem pozwalającym na wykorzystanie RRS do celów analizy strukturalnej jest dobranie odpowiedniej dla badanej cząsteczki częstości wzbudzającego promieniowania laserowego. Częstość ta musi wchodzić w zakres elektronowej absorpcji cząsteczki. Zadanie to spełniają najlepiej przestrajalne lasery barwnikowe, natomiast dla substancji bezbarwnych konieczne są lasery generujące częstości z zakresu ultrafioletu.
Ujemne dla analizy cechy pomiaru RRS
- równocześnie występująca absorpcja promieniowania wzbudzającego, która może powodować rozkład próbki,
- pochłanianie ramanowskiego promieniowania rozproszonego przez samą próbkę,
- silne tło spowodowane fluorescencją.

Negatywne zjawiska można niwelować poprzez badanie bardzo rozcieńczonych próbek i stosowanie naczyń lub tarcz obrotowych. Wiązkę lasera należy ustawić w taki sposób, aby pomiędzy nią a szczeliną monochromatora znajdowała się minimalna warstewka próbki.
Właściwą częstość najłatwiej jest dobrać przez rejestrację widm absorpcji i fluorescencji badanej próbki. Najlepsze rezultaty uzyskuje się stosując jako linię wzbudzającą taką linię lasera, która leży możliwie blisko maksimum pasma absorpcji a możliwie daleko od maksimum pasma fluorescencji próbki.

## Zalety spektroskopii rezonansowej w porównaniu z typową spektroskopią Ramana
Spektroskopia rezonansowa umożliwia nam uzyskanie znacznie większych intensywności promieniowania rozproszonego niż jej klasyczna wersja (nawet do 106 razy), co pozwala na wykorzystanie w tej technice mniejszych ilości substancji badanych (typowe stężenia wykorzystywane w tej technice są rzędu 10−8 mol/l, podczas gdy w tradycyjnej wersji powyżej 0,1 mol/l). W związku z większą intensywnością możliwe jest również obserwowanie większej ilości linii spektralnych (np. nadtonów). Dużą zaletą jest możliwość wpływania na intensywność drgań charakterystycznych tylko tych grup atomów w cząsteczce znajdujących się blisko interesującego nas miejsca w cząsteczce (w centrum aktywnym). Poprzez dostrojenie częstotliwości lasera do wybranego interesującego nas przejścia π – π*, czy CT, co może mieć znaczenie w szczególności w przypadku dużych makrocząsteczek, gdy typowe widmo staje się niezwykle skomplikowane.

## Zastosowania RRS
RRS może być techniką przydatną w wielu różnorodnych dziedzinach nauki – zarówno do badań strukturalnych przy określaniu struktury cząsteczki na podstawie pasm charakterystycznych obecnych w widmie, jak i analitycznych do określania ilości badanej substancji w żywej tkance, gdy pomiar inną techniką jest niemożliwy. Jeszcze innym zastosowaniem jest wykorzystanie połączenia między mikroskopią, a spektroskopią, które umożliwia wykorzystanie spektroskopii Ramana do obrazowania tkanek.

### W medycynie
Spektroskopia RRS podobnie jak RS znajduje wiele potencjalnych zastosowań w medycynie. Używana jest jako nieinwazyjna metoda pobierania próbek do analizy. Można tą techniką wykonywać badania ex vivo i en vivo na żywych tkankach, stosowana m.in. do pomiarów stężenia glukozy we krwi, diagnozowania tkanek, badań komórkowych, obrazowania obszarów normalnie niedostępnych dla badaczy (ludzki hipokamp), diagnozowania zmian nowotworowych oraz przy identyfikacji rozkładu barwników w skórze.

### W biochemii
Dzięki dużej czułości na niewielkie zmiany strukturalne (szybkie zmiany konformacyjne) spektroskopia Ramana znajduje zastosowanie w badaniach dynamiki procesów enzymatycznych, mechanizmu widzenia oraz przebiegu fotosyntezy, czy oddychania komórkowego. Może być również nieocenionym narzędziem przy ustalaniu struktury przestrzennej wielu skomplikowanych biopolimerów zawierających w swej cząsteczce grupy chromoforowe (m.in. cytochrom, porfiryny, karoteny, DNA).

### W krystalografii
Spektroskopia rezonansowego efektu Ramana dzięki swej dużej czułości może być użyta do badania drgań nie tylko molekuł, ale również jest w stanie odbijać wzbudzenia sieci krystalicznej, które są trudne do zaobserwowania przy użyciu innych technik. Wykorzystanie spektroskopii rezonansowej w zakresie miękkich fal Roentgena, do badania takich materiałów jak np. grafit określa się mianem rezonansowego niesprężystego rozpraszania Roentgena (resonant inelastic x-ray scattering RIXS).

### W analizie biochemicznej
Dogodna technika do pomiarów wykonywanych w roztworach wodnych (także w szklanych kuwetach) – w przeciwieństwie do spektroskopii IR, której nie można zastosować ze względu na intensywne pasmo charakterystycznych drgań rozciągających wiązania O-H. Stanowi w pewnym sensie uzupełnienie i dopełnienie techniki IR (część pasm widoczna tylko w jednym bądź drugim widmie).

### W kryminalistyce
Do badania nieinwazyjnego materiałów dowodowych. Może być pomocna przy ustalaniu autentyczności dzieł artystycznych (obrazów). Bardzo czuła metoda pozwalająca na pomiar z małej ilości próbnej.

## Pokrewne metody spektroskopowe
- SERS, Confocal Raman Spectroscopy
- CARS, SHG, SFG, THG, FSRS
- RIXS

### Książki
- Z. Kęcki, Podstawy spektroskopii molekularnej, 1998, Wydawnictwo Naukowe PWN, Warszawa, ISBN 83-01-10503-8.
- J. Sadlej, Spektroskopia molekularna, 2002, Wydawnictwa Naukowo-Techniczne, Warszawa, 83-204-2705-3.
- H. Barańska, A. Łabudzińska, J. Terpiński, Laserowa spektrometria ramanowska. Zastosowania analityczne, 1981, PWN, Warszawa.
- J.M. Lerner, A. Thevenon, The optics of spectroscopy.

### Publikacje naukowe
- Yaman A., Bayrakc¸eken B.A., Demir O.J., Bayrakc¸eken F., Spectrochimica Acta Part A 56 (2000) 1901–1903.
- Josefa R. Baena and Bernhard Lendl Current Opinion in Chemical Biology 2004, 8:534–539.
- Withnall R., Chowdhry B., Silver J., Edwards H., Luiz F.C. de Oliveira, Spectrochimica Acta Part A 59 (2003) 2207–2212.
- Smulevich G., Mauro J.M., Fishel L.A., English A.M., Kraut J., Spiro T.G., Biochemistry 1988, 27, 5477–5485.
- Saito R., Jorio A., Souza Filho A.G., Dresselhaus G., Dresselhaus M.S., Pimenta M.A., Physical Review Letters (2002), vol. 88, 027401.